# Красногорское викариатство
Красного́рское викариа́тство — викариатство Московской городской епархии Русской православной церкви.
Создано решением Священного Синода Русской православной церкви от 16 июля 1995 года. Названо по городу Красногорск Московской области. Викариатство с самого начала было титулярным, так как оба занимавших его епископа служили в Москве.
13 апреля 2021 года была образована Одинцовская епархия, правящий архиерей которой стал титуловаться «Одинцовский и Красногорский», что означает упразднение Красногорского викариатства.

## Архиереи
- Савва (Волков) (12 сентября 1995 — 5 марта 2010)
- Иринарх (Грезин) (5 марта 2010 — 13 апреля 2021)